# El castillo de las mentes prodigiosas
El castillo de las mentes prodigiosas fue un reality show español emitido por Antena 3 TV en el año 2004, presentado por Alicia Senovilla. Formato de Toni Cruz y Josep María Mainat. Fue una producción de Gestmusic.

## Formato
Estrenado el 23 de marzo de 2004, un grupo de diez videntes, brujos y magos tenían que convivir en un castillo, demostrando sus habilidades en el arte de la magia y lo sobrenatural. Todo ello bajo las directrices de un maestro de ceremonias, denominado Señor del Castillo. Cada semana uno de los participantes es expulsado.
El programa no alcanzó los resultados de audiencia esperados por la cadena, lo que precipitó su retirada de la parrilla.

## Los concursantes
| Participante                      | Edad                               | Procedencia            | Ocupación        | Posición       |
| --------------------------------- | ---------------------------------- | ---------------------- | ---------------- | -------------- |
| Jorge Astyaro                     | 2 de febrero de 1975 (50 años)     | Ciudad de México       | Mentalista       | Ganador        |
| Lola Montero                      | 6 de agosto de 1949 (75 años)      | Sevilla                | Bruja / Pitonisa | 2.ª Finalista  |
| Santi Molezún                     | 28 de julio de 1970 (54 años)      | Santiago de Compostela | Meigo            | 3.er Finalista |
| Leevon Kennedy                    | 1958                               | Buenos Aires           | Vidente          | 4.ª Finalista  |
| Miguelina Noboa Cadet             | 9 de enero de 1967 (58 años)       | República Dominicana   | Santera          | 7.ª Expulsión  |
| Josefina Valero                   | 1952                               | Marbella               | Tarotista        | 6.ª Expulsión  |
| Divino Otelma                     | 8 de mayo de 1949 (76 años)        | Génova                 | Ocultista        | 5.ª Expulsión  |
| Paco Porras                       | 22 de octubre de 1958 (66 años)    | Madrid                 | Vidente          | 4.ª Expulsión  |
| Manuel Guerrero, Profesor Mercury | 10 de septiembre de 1943 (81 años) | Olite                  | Profesor         | 3.ª Expulsión  |
| Conde Luconi                      | 1959                               | Italia                 | Mago             | Abandono       |
| Khofranhk                         | ...                                | Londres                | Telépata         | 2.ª expulsión  |
| Marisa Sevillano                  | ...                                | España                 | Clarividente     | 1.ª expulsión  |

## Seguimiento
|               | Gala 1 | Gala 2   | Gala 2   | Gala 3      | Gala 3      | Gala 4        | Gala 5      | Gala 5                                             | Final                         |
| Astyaro       | Entra  | Nominado | Nominado | Salvado     | Salvado     | Salvado       | Nominado    | Finalista                                          | Ganador                       |
| Lola          | Entra  | Salvada  | Salvada  | Salvada     | Salvada     | Salvada       | Nominada    | Finalista                                          | 2.ª Finalista                 |
| Santi         | Entra  | Salvado  | Salvado  | Salvado     | Salvado     | Nominado      | Nominado    | Finalista                                          | 3.er Finalista                |
| Leevon        | Entra  | Salvada  | Salvada  | Salvada     | Salvada     | Salvada       | Nominada    | Finalista                                          | 4.ª Finalista                 |
| Miguelina     | Entra  | Salvada  | Salvada  | Salvada     | Salvada     | Salvada       | Nominada    | Expulsada                                          |                               |
| Josefina      |        |          |          | Entra       | Salvada     | Salvada       | Nominada    | Expulsada                                          |                               |
| Divino        | Entra  | Salvado  | Salvado  | Salvado     | Salvado     | Salvado       | Nominado    | Expulsado                                          |                               |
| Paco          | Entra  | Salvado  | Salvado  | Salvado     | Salvado     | Salvado       | Nominado    | Expulsado                                          |                               |
| Mercury       | Entra  | Nominado | Nominado | Nominado    | Nominado    | Nominado      | Expulsado   |                                                    |                               |
| Luconi        | Entra  | Salvado  | Salvado  | Nominado    | Nominado    | Nominado      | Abandono    |                                                    |                               |
| Khofranhk     |        |          |          | Entra       | Nominado    | Expulsado     |             |                                                    |                               |
| Marisa        |        | Entra    | Nominada | Expulsada   | Expulsada   |               |             |                                                    |                               |
|               |        |          |          |             |             |               |             |                                                    |                               |
| Eliminados    |        |          |          | Marisa 76%  | Marisa 76%  | Khofranhk 57% | Mercury 60% | Paco 2,5% Divino 3,5% Josefina 3,9% Miguelina 8,6% | Leevon 13% Santi 20% Lola 22% |
| No eliminados |        |          |          | Astyaro 24% | Astyaro 24% | Luconi 43%    | Santi 40%   | Astyaro Leevon Lola Santi 81,5%                    | Astyaro 45%                   |

### Audiencia en las Galas
| Programa  | Característica del programa                                                        | Fecha de emisión    | Audiencia         |
| --------- | ---------------------------------------------------------------------------------- | ------------------- | ----------------- |
| 1         | Presentación y entrada                                                             | 23 de marzo de 2004 | 1 662 000 (14,0%) |
| 2         | Nominación Astyaro y Marisa                                                        | 30 de marzo de 2004 | 1 002 000 (13,0%) |
| 3         | Expulsión Marisa / Nominación                                                      | 6 de abril de 2004  | 1 529 000 (13,6%) |
| 4         | Expulsión Khofranhk / Nominación                                                   | 13 de abril de 2004 | 1 016 000 (13,0%) |
| Semifinal | Expulsión Santi / Nominación / Expulsión Miguelina, Paco, Divino y Josefina        | 20 de abril de 2004 | 784 000 (9,9%)    |
| Final     | Ganador: Astyaro, 2.ª finalista: Lola, 3.º finalista: Santi, 4.ª finalista: Leevon | 27 de abril de 2004 | 1 119 000 (15,1%) |

## Audiencia media de todas las ediciones
| Edición                                                | Cadena   | Espectadores | Cuota |
| ------------------------------------------------------ | -------- | ------------ | ----- |
| El castillo de las mentes prodigiosas: Primera edición | Antena 3 | 1 185 000    | 13,1% |